# Emmeline Pethick-Lawrence

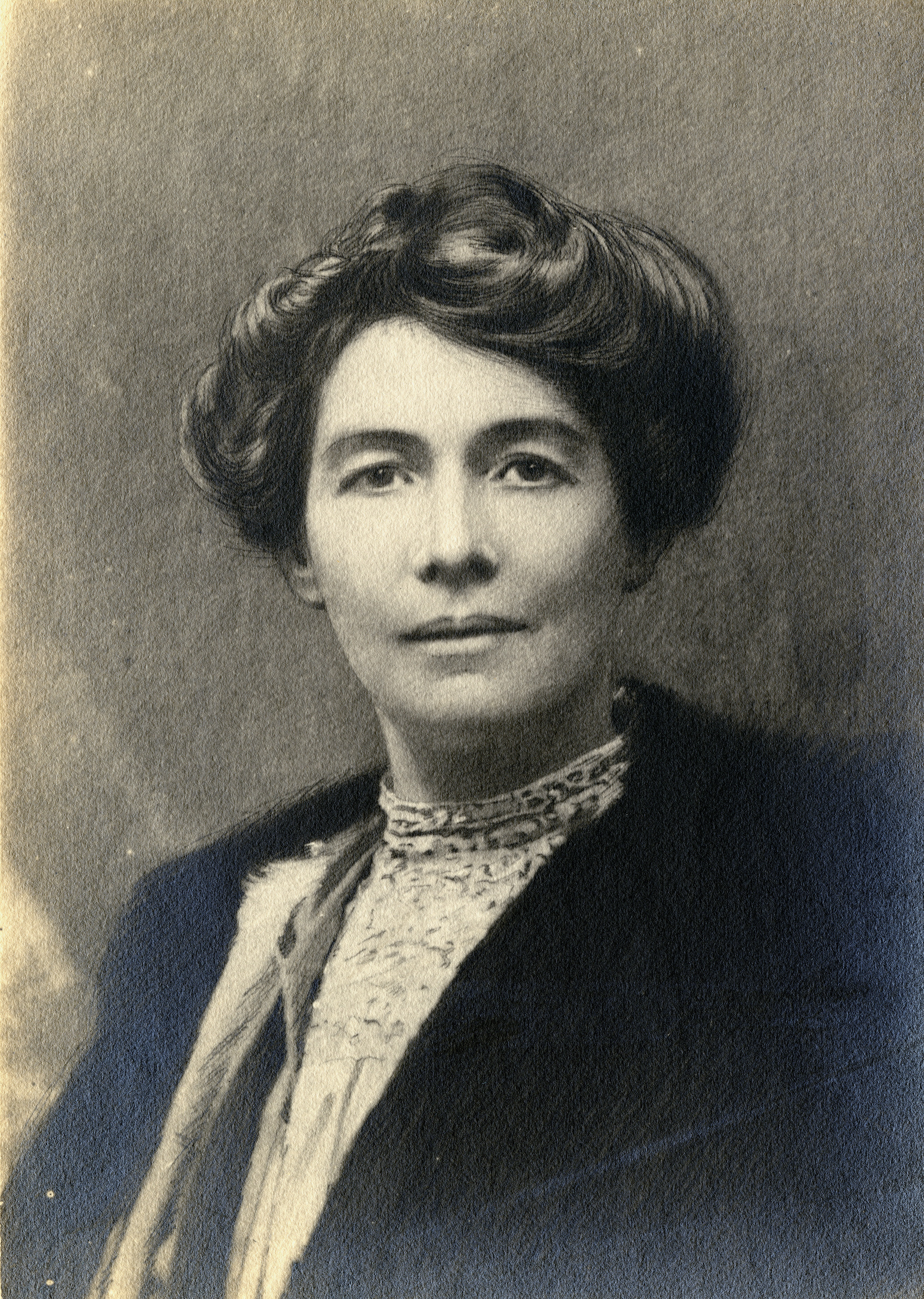
Emmeline Pethick-Lawrence um 1910

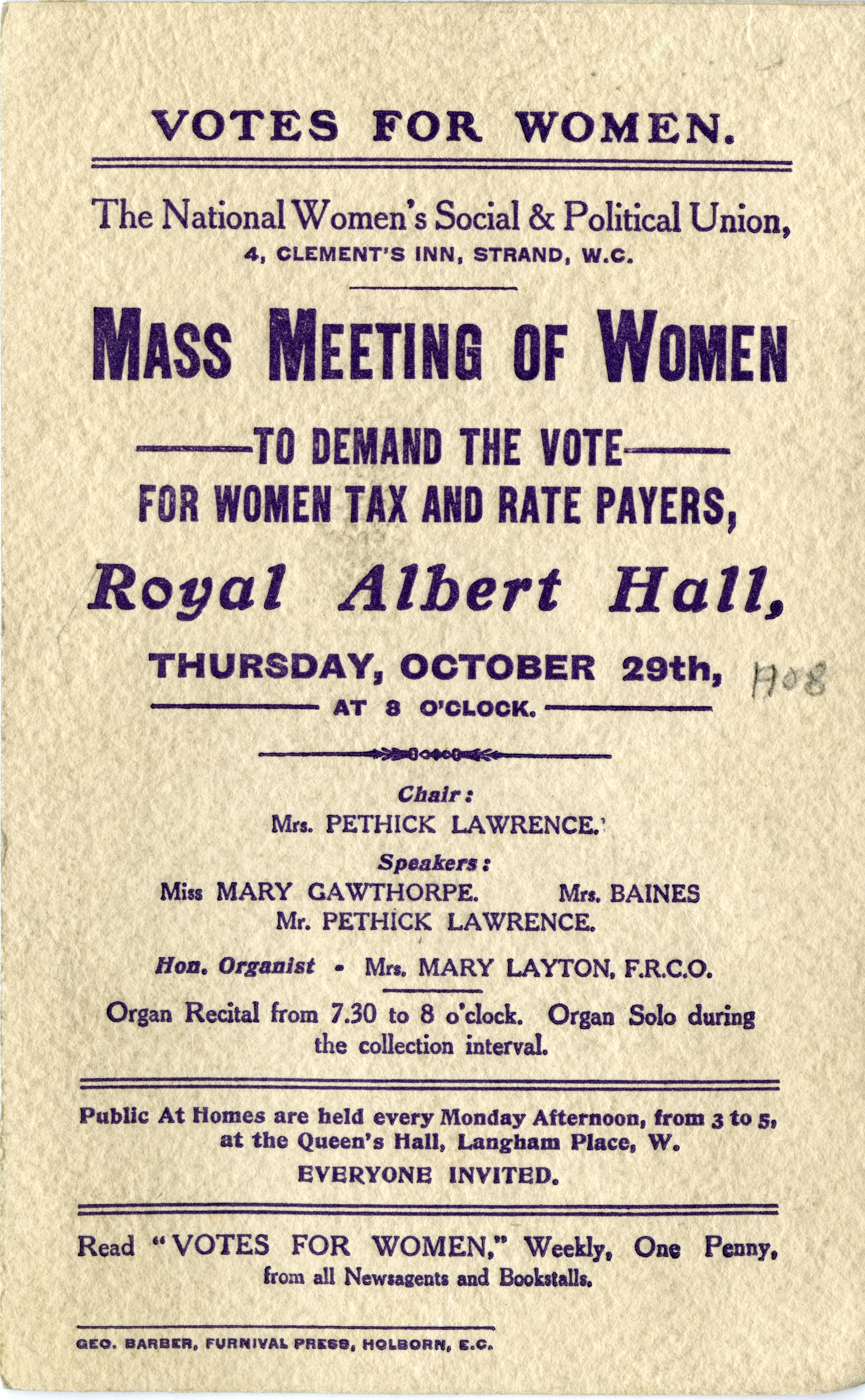
Aufruf zu einer Massenkundgebung der Frauen 1908. Vorsitz: Mrs. Pethick Lawrence

Emmeline Pethick-Lawrence, Baroness Pethick-Lawrence (* 21. Oktober 1867 in Clifton bei Bristol als Emmeline Pethick; † 11. März 1954 in Gomshall, Surrey) war eine britische Frauenrechtlerin.

## Leben
Emmeline Pethick war das zweite von 13 Kindern eines Geschäftsmannes. Von 1891 bis 1895 arbeitete sie für die West London Mission. Sie half Mary Neal bei der Leitung des Girls’ Clubs der Mission. Im Herbst 1895 verließen sie und Mary Neal die Mission, um den Espérance Club zu gründen, der nicht den Auflagen der Mission unterlag und der mit Tanz und Theater experimentieren konnte. 1897 gründeten sie ebenso Maison Espérance, eine Schneiderei mit Mindestlohn, Acht-Stunden-Tag und geregelten Arbeitszeiten.
Pethick heiratete 1901 Frederick Lawrence, und das Paar nahm als Familiennamen den Doppelnamen „Pethick-Lawrence“ an. Sie war Mitglied der Suffrage Society und lernte 1906 Emmeline Pankhurst kennen. Emmeline Pethick-Lawrence wurde Schatzmeisterin der Women’s Social and Political Union (WSPU) und brachte für die Union in sechs Jahren £ 134.000 auf.
Pethick-Lawrence gab ab 1907 zusammen mit ihrem Ehemann die Publikation Votes for Women heraus. Das Paar wurde 1912 wegen einer Demonstration, bei der es zu Sachbeschädigungen gekommen war, festgenommen und inhaftiert, obwohl sie diese Art der Aktionen ablehnten. Nach ihrer Freilassung wurden die Pethick-Lawrences von Emmeline Pankhurst aus der WSPU ausgeschlossen, weil sie die radikalen Formen von Aktivismus ablehnten. Sie schlossen sich daraufhin den United Suffragists an. Emmeline Pethick-Lawrence nahm 1915 am Women’s Peace Congress in Den Haag teil. 1918 kandidierte sie als Labour-Abgeordnete für Manchester-Rusholme.
1938 veröffentlichte Pethick-Lawrence ihre Memoiren, in denen sie vor allem die Radikalisierung der Suffragetten unmittelbar vor dem Ersten Weltkrieg beschreibt.
Nachdem ihr Ehemann 1945 als Baron Pethick-Lawrence geadelt worden war, führte sie als dessen Gattin den Höflichkeitstitel Baroness Pethick-Lawrence.

## Werke
- My part in a changing world, 1938.